# Narathura overdijkinki
Narathura overdijkinki är en fjärilsart som beskrevs av Corbet 1941. Narathura overdijkinki ingår i släktet Narathura och familjen juvelvingar. Inga underarter finns listade i Catalogue of Life.